# Mieszek (botanika)

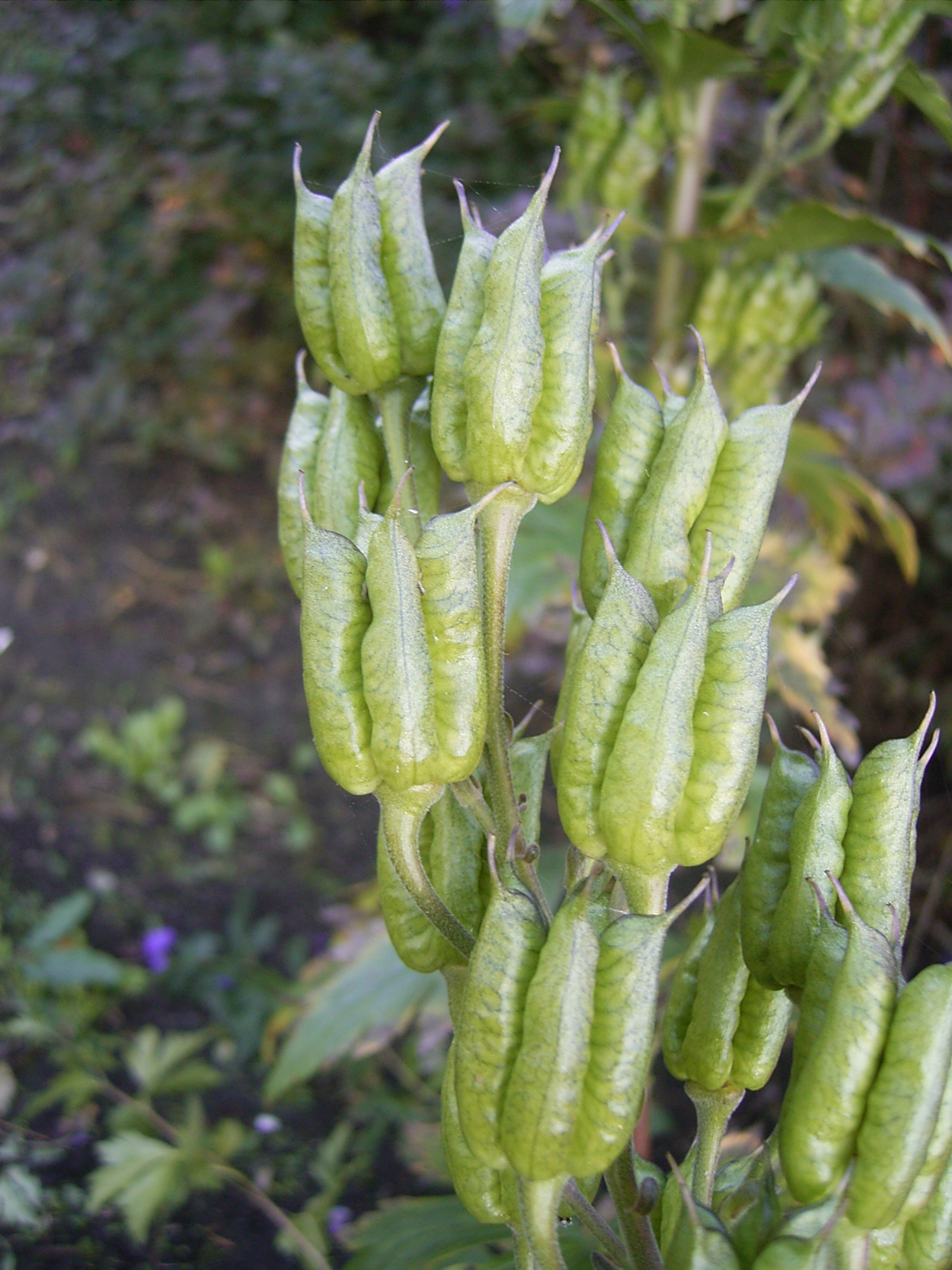
Mieszki tojadu - Aconitum carmichaelli

Mieszek (folliculus) – owoc pojedynczy, suchy pękający, jednokomorowy, wielonasienny. Powstaje ze słupka jednokrotnego. Cienka i skórzasta owocnia pęka wzdłuż szwu zrośnięcia się brzegów owocolistka (tzw. szwu brzusznego (ventridicus) zwróconego do osi kwiatu). Nasiona przytwierdzone są do brzegu owocolistka.
W przypadku roślin posiadających słupkowie apokarpijne w kwiecie (więcej niż jeden niezrośniętych ze sobą słupków), powstaje owoc zbiorowy określany jako wielomieszek (np. knieć błotna, magnolia). 
Owoce typu mieszki występują u takich rodzin roślin okrytonasiennych jak:
- magnoliowate, np. magnolia
- jaskrowate, np. tojad
- skalnicowate
- różowate, podrodzina tawułowe Spiroideae, np. tawuła, parzydło leśne
- łączniowate